# 사이먼 르 봉
사이먼 존 찰스 르 봉(Simon John Charles Le Bon, 1958년 10월 27일 ~ )은 잉글랜드의 싱어송라이터이자, 록 밴드 듀란 듀란의 리드 싱어이다.

## 생애
프랑스에서 망명한 위그노의 후손으로 영국 하트퍼드셔 주 부시(Busey) 근처에서 태어났다. 그가 6세 되었을 때 그의 어머니는 사이먼을 퍼실(Persil) 세제의 TV 광고의 스크린 테스트를 위하여 출연시킬 때, 그의 예술적 재능에 용기를 주었다고 한다.
그는 어린 시절에 자기가 다니던 교회의 합창단으로 활약하였고, 후에 배우로서 훈련을 받기도 하였다. 그는 엘튼 존이 입학하였던 피니어 카운티 그래머 스쿨(Pinnear County Grammar School)에 다녔으며, TV 모델로 활약을 시작하였다. 1978년에는 이스라엘 네게브 사막에 있는 키부츠에서 일하였고, 귀국 후에 버밍엄 대학교에서 연극을 공부하였다.

## 경력

### 듀란 듀란

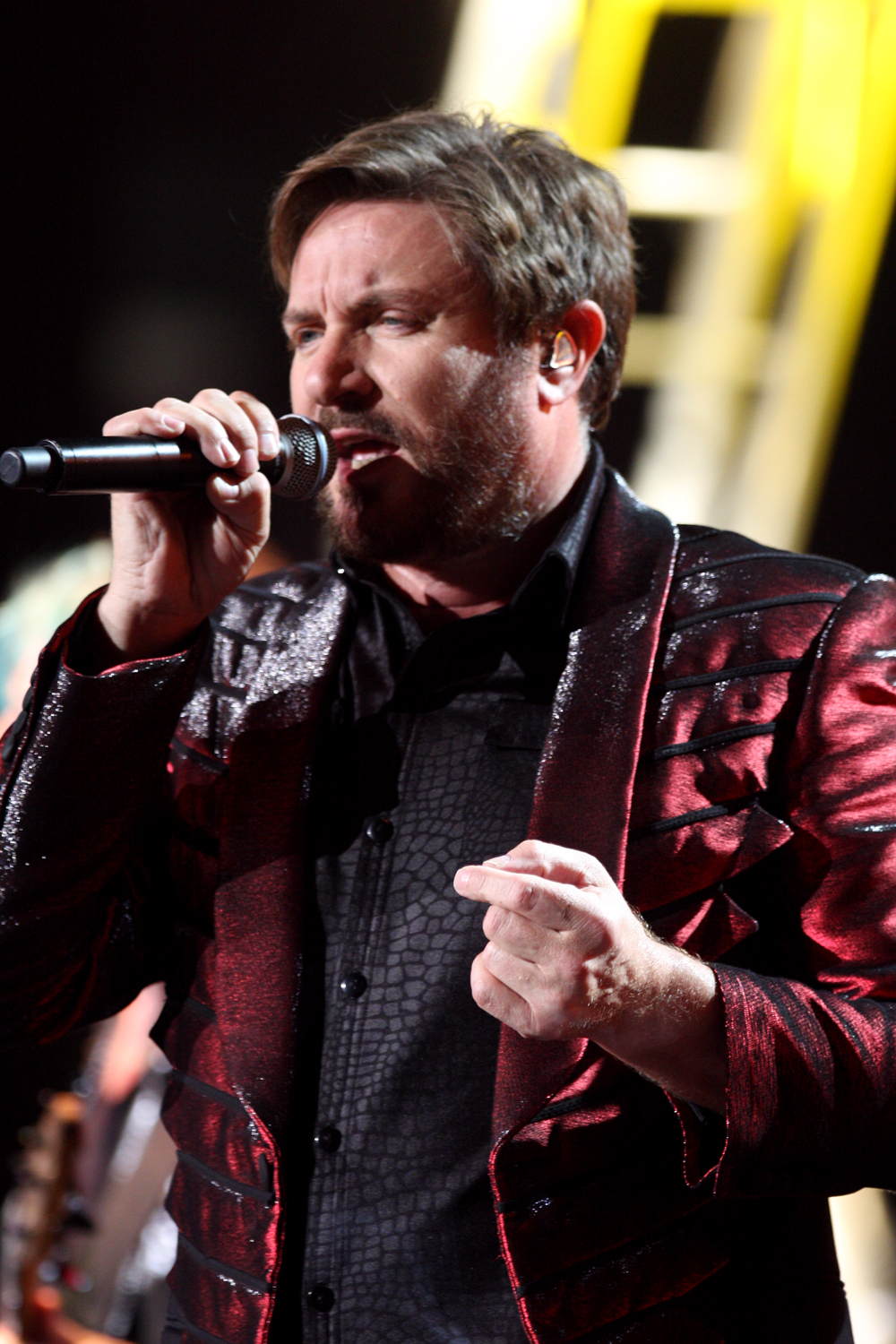
시드니 공연에서 (2012년)

1978년 버밍엄에서 학생 존 테일러와 닉 로즈가 듀란 듀란을 결성하였을 때, 첫 싱어/작사가 스티븐 더피가 후에 그룹을 떠나자 르 봉은 자신의 전 애인 피오나 켐프(Fiona Kemp)의 소개로 1980년 5월 그룹에 가입하게 된다. 이미 그룹이 작곡한 노래들을 들으면서, 르 봉은 가끔 자신의 시 "번개의 소리"를 악기들 중의 하나에 맞도록 하여 서로가 잘 매치되도록 하였다고 한다.
그룹의 첫 앨범 《Duran Duran》이 1981년 발표되고, 뉴로맨틱 음악 경향에 명성을 날리기 시작하였다. 후에 《Rio》(1982), 《Seven and the Ragged Tiger》(1983), 《Arena》(1984)가 차례로 발표되었는 데, 각각의 앨범 발표는 무거운 대중 흥행과 오랜 순회 공연에 의하여 동시에 일어났다. 1984년 중순에 그룹은 휴식을 준비한다.
로저 테일러, 앤디 테일러가 그룹을 떠나자, 사이먼 르 봉, 닉 로즈, 존 테일러 3명 만의 듀란 듀란으로 남게 된다. 그 후에 《Notorious》(1986)와 《Big Thing》(1988)의 앨범들을 발표하였고, 그룹은 뉴욕 브루클린 출신의 기타리스트 워렌 쿠쿠룰로와 드러머 스털링 캠벨을 보강한다.
듀란 듀란은 1993년 앨범 《The Wedding Album》발표와 함께 인기를 부활시켰다. 이 앨범의 후원을 위하여 전 세계 콘서트를 향하던 중, 르 봉은 성대결절을 겪어 그가 회복할 동안 순회 공연은 6주 동안 연기되었다.
1995년 르 봉은 루치아노 파바로티가 결성한 "보스니아의 어린이들을 위한 콘서트"에 참석하여, 함께 "Ordinary World"를 불렀다. 1997년 존 테일러가 밴드를 떠나고, 르 봉과 로즈는 결성 이래에 함께 한 멤버들로 남게 된다. 앨범 《Medazzaland》 (1997)와 《Pop Trash》(2000)는 광고적으로 성공을 거두지 못 하였다.
2001년 듀란 듀란은 오리지널 5명의 멤버들로 재결합에 성공하여, 2004년 새 앨범 《Astronaut》를 발표하였다.

### 아카디아
1985년 존 테일러와 앤디 테일러가 밴드 파워스테이션에 가입할 때, 르 봉과 닉 로즈, 로저 테일러는 밴드 아카디아를 결성하였다. 아카디아의 첫 싱글 "Election Day"는 미국/영국 톱 10 히트곡이 되었고, 하나의 앨범 《So Red The Rose》를 발표하였다.

## 일상 생활
1980년대 초반에 그는 당시 여자 친구, 후에 배우가 된 모델 클레어 스트랜스필드(Claire Stransfield)와 약혼하였다. 당시 동안에 르 봉은 젊은 패션 모델 야스민 파르바나(Yasmine Parvaneh)에게 반하여 클레어와 헤어지고, 야스민과 1985년 12월 27일에 결혼하였다. 야스민이 두 번의 유산을 겪은 후, 부부는 세 명의 딸 앰버 로즈 카마라(1989년 8월 25일생), 새프런 사하라(1991년 9월 25일생), 탈룰라 파인(1994년 9월 10일생)을 두었다. 현재 그들은 런던 남서부의 퍼트니(Putney)에 살고 있다.

### 일화
1985년 8월, 자금난으로 건조 도중에 방치되고 있었던 요트 '드럼'호를 손에 넣고 '위트브레드 세계 일주 레이스(現 볼보 오션 레이스)'에 참가하였다. 악천후 속에 콘월주 팰머스 해안에서 전복되어 40분간 에어포켓 안에 있었고 수면 위로 떠오르기 위해 내복을 벗은 채로 구출되는 해프닝이 있었지만 완주하여 종합 3위를 차지하였다.